# Gil Gutknecht
Pour les articles homonymes, voir Hagedorn.
Gilbert William Gutknecht Jr., dit Gil Gutknecht, né le 20 mars 1951 à Cedar Falls (Iowa), est un homme politique américain. Membre du Parti républicain, il est élu à Chambre des représentants du Minnesota de 1983 à 1995 puis à la Chambre des représentants des États-Unis de 1995 à 2007.

## Biographie
Gil Gutknecht est originaire de Cedar Falls dans l'Iowa. Il y obtient en 1973 un Bachelor of Arts à l'Université du Nord de l'Iowa. En 1978, il est diplômé de l'École internationale des enchères (Worldwide College of Auctioneering) dans l'Iowa.
Gil Gutknecht est élu à la Chambre des représentants du Minnesota en 1982 dans le district 33A. Il est réélu dans ce même district en 1984, 1986, 1988 et 1990, puis dans le district 30A en 1992.
En 1994, Gil Gutknecht se présente à la Chambre des représentants des États-Unis dans le 1er district du Minnesota, qui occupe le sud-est de l'État autour de Rochester et où le démocrate sortant n'est pas candidat. Il remporte la primaire républicaine face à l'ancien représentant Arlen Erdahl (en) avec 56,9 % des voix. Dans un contexte de Révolution républicaine, il est élu avec 55,2 % des suffrages face au démocrate John Hottinger,. À la Chambre des représentants, il siège au sein des commissions du budget, de l'agriculture et des sciences et technologies.
Il est réélu avec 52,7 % des voix en 1996, 54,7 % en 1998 et 56,4 % en 2000. À l'approche des élections de 2002, sa circonscription est redécoupée et double en taille, en s'étendant le long de l'Interstate 90. Il est facilement réélu avec 61,5 % des suffrages en 2002 et 59,6 % en 2004. En 2006, Gil Gutknecht est candidat à un septième mandat. À l'approche de l'élection, l'écart se resserre entre le représentant et son adversaire démocrate. Il est finalement battu par le démocrate Tim Walz, ne rassemblant que 47,1 % des voix.